# مقاطعة يانكتون (داكوتا الجنوبية)
يانكتون (بالإنجليزية: Yankton)‏ هي إحدى مقاطعات ولاية داكوتا الجنوبية في الولايات المتحدة الأمريكية.